# Тіббі
Тіббі (англ. Tibbie) — переписна місцевість (CDP) в США, в окрузі Вашингтон штату Алабама. Населення — 55 осіб (2020).

## Географія
Тіббі розташоване за координатами 31°21′46″ пн. ш. 88°14′48″ зх. д. / 31.36278° пн. ш. 88.24667° зх. д. (31.362809, -88.246741). За даними Бюро перепису населення США в 2010 році переписна місцевість мала площу 4,58 км², з яких 4,53 км² — суходіл та 0,04 км² — водойми.

## Демографія
Згідно з переписом 2010 року, у переписній місцевості мешкала 41 особа в 19 домогосподарствах у складі 11 родини. Густота населення становила 9 осіб/км². Було 24 помешкання (5/км²).
Расовий склад населення:
| - 87,8 % — білих - 7,3 % — корінних американців - 4,9 % — вихідців з тихоокеанських островів |

До двох чи більше рас належало 0,0 %. Частка іспаномовних становила 4,9 % від усіх жителів.
За віковим діапазоном населення розподілялося таким чином: 22,0 % — особи молодші 18 років, 56,0 % — особи у віці 18—64 років, 22,0 % — особи у віці 65 років та старші. Медіана віку мешканця становила 31,5 року. На 100 осіб жіночої статі у переписній місцевості припадало 86,4 чоловіків; на 100 жінок у віці від 18 років та старших — 77,8 чоловіків також старших 18 років.
За межею бідності перебувало 70,8 % осіб, у тому числі 100,0 % дітей у віці до 18 років та 0,0 % осіб у віці 65 років та старших.
Цивільне працевлаштоване населення становило 0 осіб.